# Nybøl Sogn

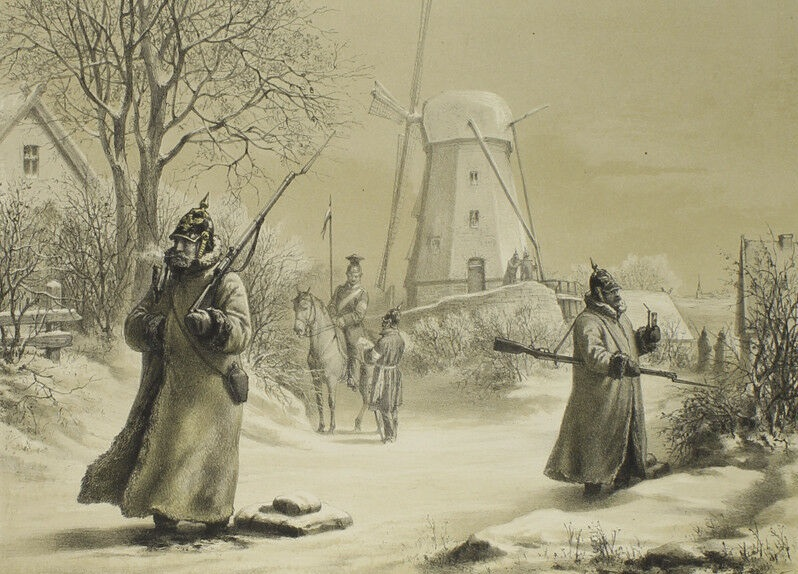
Die Windmühle von Nybøl 1864, auf den Weg nach Düppel

Nybøl Sogn (dt.: Nübel) ist eine Kirchspielsgemeinde (dän.: Sogn)  in Nordschleswig im südlichen Dänemark. Bis 1970 gehörte sie zur Nübelharde (Nybøl Herred) im damaligen Aabenraa-Sønderborg Amt, danach zur Sundeved Kommune im damaligen Sønderjyllands Amt, die im Zuge der Kommunalreform zum 1. Januar 2007 in der „neuen“  Sønderborg Kommune in der Region Syddanmark aufgegangen ist.
Im Kirchspiel leben 1381 Einwohner, davon 1146 im Kirchdorf (Stand:1. Januar 2023).